# Степанков, Валентин Георгиевич
Валентин Георгиевич Степанко́в (род. 17 сентября 1951, Молотов) — советский и российский политический и государственный деятель, юрист, первый Генеральный прокурор России (1991—1993), заслуженный юрист РФ (2001), кандидат юридических наук. Почётный работник прокуратуры СССР (1991). Почётный работник юстиции России. Действительный государственный советник юстиции (1992).

## Биография
Валентин Степанков родился 17 сентября 1951 года в Перми. Окончив среднюю школу, работал в Пермском научно-исследовательском институте вакцин и сывороток. Одновременно учился на вечернем отделении юридического факультета Пермского государственного университета им. А. М. Горького. В 1970—1972 годах служил в Советской армии. После увольнения в запас работал корреспондентом многотиражной газеты войсковой части 6548 ВВ МВД СССР и продолжил учебу в университете. В 1973 году вступил в КПСС. В 1976 году окончил юридический факультет Пермского университета. С 1975 года работал в органах прокуратуры, сначала стажёром, а в дальнейшем — следователем Свердловской районной прокуратуры г. Перми Пермской области. С 1976 года — прокурор отдела общего надзора прокуратуры области. С мая 1977 — прокурор г. Губахи Пермской области.
С 1981 по 1983 год — инструктор отдела административных органов Пермского обкома КПСС.
С 1983 по 1987 год был прокурором г. Пермь. В 1987—1988 годах работал заместителем начальника Главного следственного управления Прокуратуры СССР, а затем помощником Генерального прокурора СССР.
С марта 1988 по декабрь 1990 года был прокурором Хабаровского края, тогда же избирался народным депутатом РСФСР, и был членом Совета Национальностей Верховного Совета РСФСР.
С июня по 25 декабря 1990 года — Председатель Комиссии Совета Национальностей ВС РСФСР по национально-государственному устройству и межнациональным отношениям.
С 20 декабря 1990 занимал должность первого заместителя прокурора РСФСР.
28 февраля 1991 года Постановлением Верховного Совета РСФСР В. Г. Степанков был назначен на должность Генерального прокурора республики, а 5 апреля 1991 года постановлением Съезда народных депутатов РСФСР был окончательно утверждён в этой должности. В период депутатской деятельности участвовал в разработке законов РФ «О милиции», «О реабилитации жертв политических репрессий», «Об оперативно-розыскной деятельности» и других в сфере судебно-правовой реформы. Выступил одним из разработчиков закона «О прокуратуре Российской Федерации» от 17 января 1992 года.
22 августа 1991 года лично принимал участие в аресте министра обороны СССР, Маршала Советского Союза Д. Т. Язова, Председателя КГБ СССР Владимира Крючкова и других высших должностных лиц по делу ГКЧП.
12 декабря 1991 года, являясь членом Верховного Совета РСФСР, проголосовал за ратификацию беловежского соглашения о прекращении существования СССР.
23 ноября 1992 года Указом Президента Российской Федерации В. Г. Степанкову был присвоен классный чин действительного государственного советника юстиции.
5 октября 1993 года указом Б. Н. Ельцина Степанков был освобождён от обязанностей Генерального прокурора Российской Федерации (по действовавшей на тот момент редакции закона «О прокуратуре Российской Федерации» принимать данное решение мог только Верховный Совет), а 24 декабря 1993 года Степанков по собственному желанию уволился из органов прокуратуры. После ухода с поста Генерального прокурора в октябре 1993 года занялся частной юридической практикой. В 1993—1995 — советник, адвокат Московской городской коллегии адвокатов № 3.
В 1995 году Валентин Степанков был заместителем главы администрации Пермской области.
В декабре 1995 года стал депутатом Государственной Думы Российской Федерации II созыва от Березниковского одномандатного избирательного округа № 137 Пермской области. Состоял членом депутатской группы «Регионы России». Входил в состав Комитета по природным ресурсам и природопользованию. Являлся членом межпарламентских групп по связям с парламентариями Италии и Молдовы. Активно защищал интересы пермского авиационного моторостроительного комплекса, с 1997 по 2000 год являлся председателем Совета директоров ОАО «Пермские моторы» и ОАО «Авиадвигатель», участвовал в создании ОАО «Пермский моторный завод» и возглавлял его Совет директоров. Отстаивал интересы Кизеловского угольного бассейна в период его ликвидации и утверждения программы социальной поддержки его работников 1998—1999 гг.
С 27 июня 2000 по 2003 год занимал должность заместителя полномочного представителя президента России в Приволжском федеральном округе и курировал деятельность силовых структур региона.
С апреля 2003 по июнь 2004 года занимал пост заместителя Секретаря Совета Безопасности Российской Федерации.
1 июня 2004 года Валентин Степанков был назначен заместителем министра природных ресурсов Российской Федерации, 25 октября 2006 года покинул государственную службу по собственному желанию.
Затем президент консалтинговой фирмы ЗАО «ЮКЕЙ-Консалтинг». Доцент кафедры адвокатуры международно-правового факультета МГИМО. Член экспертного Совета при Уполномоченном по правам человека в РФ (2017).